# Tripótamos (ort i Grekland, Västra Makedonien)
Tripótamos (Tripotamos) är en ort i Grekland.   Den ligger i prefekturen Nomós Florínis och regionen Västra Makedonien, i den norra delen av landet, 400 km nordväst om huvudstaden Aten. Tripótamos ligger 605 meter över havet och antalet invånare är 311.
Terrängen runt Tripótamos är huvudsakligen platt, men västerut är den kuperad. Runt Tripótamos är det ganska glesbefolkat, med 25 invånare per kvadratkilometer. Närmaste större samhälle är Florina, 9,0 km sydväst om Tripótamos. Trakten runt Tripótamos består till största delen av jordbruksmark.